# Tifón Wipha (2013)
Tifón Wipha es un tifón de la temporada de tifones en el Pacífico de 2013. Su precursor empezó a ser vigilado por la JMA y la JTWC el 8 de octubre en la misma área donde Nari se desarrolló. Las imágenes de satélite indicaban una estructura ciclónica que se estaba consolidando con múltiples centros de circulación de nivel bajo, además que las bandas convectivas se encontraban al sur de la estructura semicircular; bajo condiciones favorables. El 10 de octubre, su convección central ha desarrollado rápidamente sobre su centro de circulación de nivel bajo, que ha estado incrementándose y consolidándose mientras se ubicaba al suroeste de Guam;  por estos factores, la JTWC declaró la formación de la Depresión tropical Veinticinco-W ubicado a 233 kilómetros al oeste de Guam y a 1290 kilómetros al sur de Iwo To, Japón. A las 21:00 UTC de ese día, la JMA ascendió a este sistema como la Tormenta tropical Wipha; afirmado luego por la JTWC.
El 12 de octubre, Wipha alcanzó la categoría uno de tifón mientras se ubicaba a 861 kilómetros al noroeste de Guam.  El sistema continuó intensificándose hasta alcanzar la categoría cuatro en la Escala de Saffir-Simpson el 13 de octubre. En la noche de ese día, Wipha entró al área de responsabilidad filipina, en donde la PAGASA nombró al tifón como Tino. Al día siguiente, por la tarde, Tino salió del área de vigilancia como tifón categoría uno; el sistema no propició peligro a las Filipinas. El 15 de octubre a las 15:00 UTC, la JTWC afirmó que Wipha había empezado su transición a ciclón extratropical de forma rápida, debido al contacto con aguas más frías. El 15 de octubre, el sistema pasó cerca de Japón en donde las lluvias torrenciales y vientos huracanados provocaron retrasos en el servicio de trenes de Tokio, también deslizamientos de tierra que mataron aproximadamente 17 personas y en la isla de Izu Ōshima se reportaron 50 personas desaparecidas. Además, debido a las lluvias torrenciales provocadas por el tifón, los niveles de Partículas Beta en la Central nuclear Fukushima I alcanzaron los 400.000 Becquereles, 6.500 veces más de lo que se registraba antes de la llegada del tifón. El desbordamiento se debió, además, a las preparaciones inadecuadas que TEPCO hacía y no hacer caso a las advertencias sobre la tormenta. También, las radiaciones beta fueron detectadas en zonas más allá de los diques diseñados para retener el agua contaminada. Sin embargo, pocas afectaciones fueron reportadas en la Central nuclear de Fukushima II.  El 16 de octubre, Wipha se convirtió finalmente en un ciclón extratropical.